# Saison 2012 de l'équipe cycliste Euskaltel-Euskadi
La saison 2012 de l'équipe cycliste Euskaltel-Euskadi est la dix-neuvième de cette équipe, lancée en 1994.

## Préparation de la saison 2012

### Arrivées et départs
| Arrivées              | Équipe 2011       |
| --------------------- | ----------------- |
| Víctor Cabedo         | Orbea Continental |
| Ricardo García Ambroa | Orbea Continental |
| Adrián Sáez           | Orbea Continental |

| Départs              | Équipe 2012      |
| -------------------- | ---------------- |
| Javier Aramendia     | Caja Rural       |
| Jonathan Castroviejo | Movistar         |
| Koldo Fernández      | Garmin-Barracuda |
| Iñaki Isasi          | retraite         |
| Daniel Sesma         |                  |

## Coureurs et encadrement technique

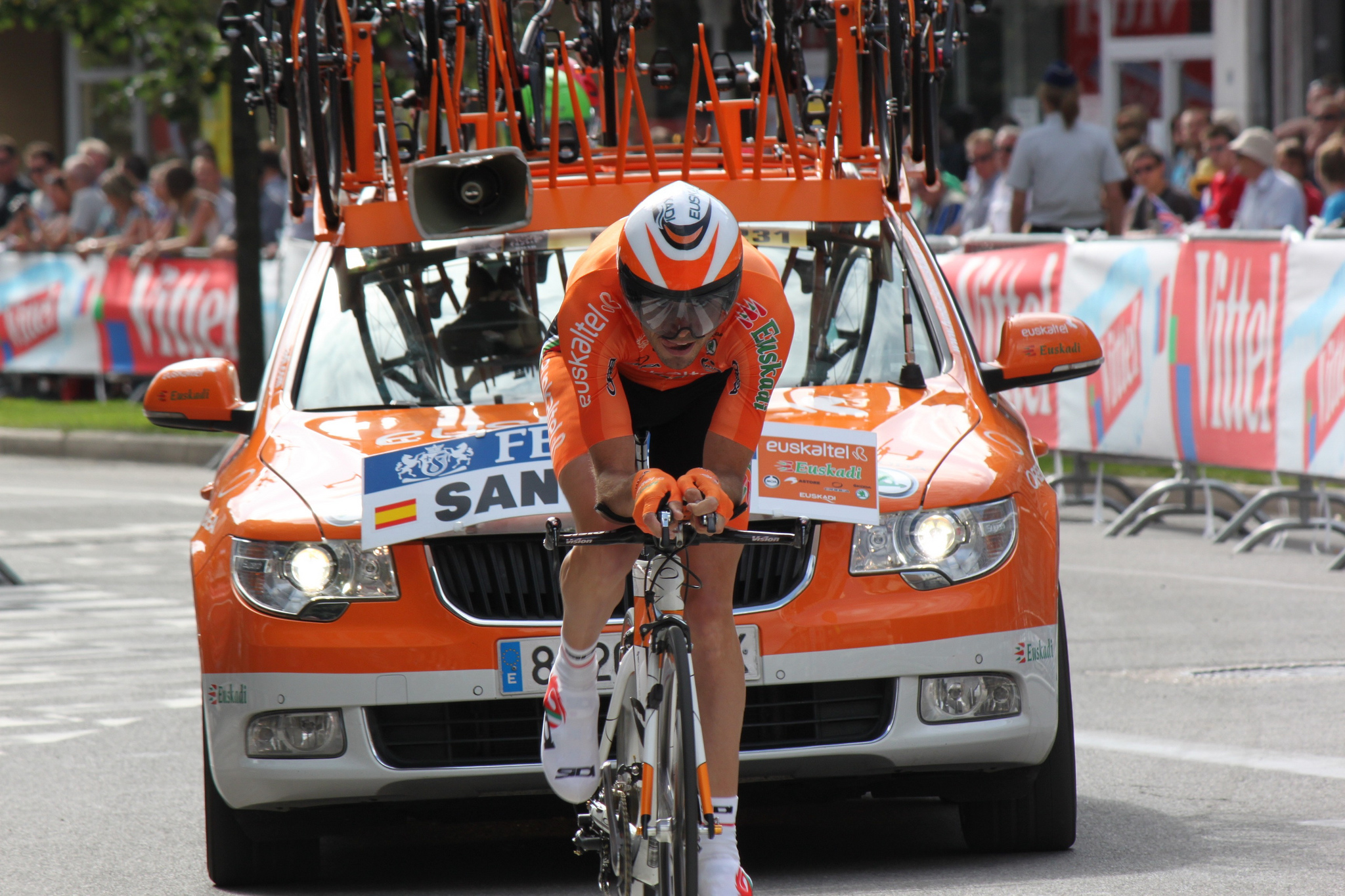
Samuel Sanchez lors du prologue du Tour de France 2012

### Effectif
| Cycliste              | Date de naissance | Nationalité | Équipe 2011       |
| --------------------- | ----------------- | ----------- | ----------------- |
| Igor Antón            | 2 mars 1983       | Espagne     | Euskaltel-Euskadi |
| Mikel Astarloza       | 17 novembre 1979  | Espagne     | Euskaltel-Euskadi |
| Jorge Azanza          | 16 juin 1982      | Espagne     | Euskaltel-Euskadi |
| Peio Bilbao           | 25 février 1990   | Espagne     | Euskaltel-Euskadi |
| Víctor Cabedo,        | 15 juin 1989      | Espagne     | Orbea Continental |
| Pierre Cazaux         | 7 juin 1984       | France      | Euskaltel-Euskadi |
| Ricardo García Ambroa | 26 février 1988   | Espagne     | Orbea Continental |
| Gorka Izagirre        | 7 octobre 1987    | Espagne     | Euskaltel-Euskadi |
| Ion Izagirre          | 4 février 1989    | Espagne     | Euskaltel-Euskadi |
| Mikel Landa           | 13 décembre 1989  | Espagne     | Euskaltel-Euskadi |
| Egoi Martínez         | 15 mai 1978       | Espagne     | Euskaltel-Euskadi |
| Miguel Mínguez        | 30 août 1988      | Espagne     | Euskaltel-Euskadi |
| Mikel Nieve           | 26 mai 1984       | Espagne     | Euskaltel-Euskadi |
| Juan José Oroz        | 11 juillet 1980   | Espagne     | Euskaltel-Euskadi |
| Alan Pérez            | 15 juillet 1982   | Espagne     | Euskaltel-Euskadi |
| Rubén Pérez           | 30 octobre 1981   | Espagne     | Euskaltel-Euskadi |
| Adrián Sáez           | 17 mars 1986      | Espagne     | Orbea Continental |
| Samuel Sánchez        | 5 février 1978    | Espagne     | Euskaltel-Euskadi |
| Romain Sicard         | 1er janvier 1988  | France      | Euskaltel-Euskadi |
| Amets Txurruka        | 10 novembre 1982  | Espagne     | Euskaltel-Euskadi |
| Pablo Urtasun         | 29 mars 1980      | Espagne     | Euskaltel-Euskadi |
| Iván Velasco          | 7 février 1980    | Espagne     | Euskaltel-Euskadi |
| Gorka Verdugo         | 4 novembre 1978   | Espagne     | Euskaltel-Euskadi |

## Bilan de la saison

### Victoires
| Date       | Course                                    | Pays        | Classe | Vainqueur      |
| ---------- | ----------------------------------------- | ----------- | ------ | -------------- |
| 24/03/2012 | 6e étape du Tour de Catalogne             | Espagne     | WT     | Samuel Sánchez |
| 04/04/2012 | 3e étape du Tour du Pays basque           | Espagne     | WT     | Samuel Sánchez |
| 07/04/2012 | 6e étape du Tour du Pays basque           | Espagne     | WT     | Samuel Sánchez |
| 07/04/2012 | Classement général du Tour du Pays basque | Espagne     | WT     | Samuel Sánchez |
| 28/04/2012 | 2eb étape du Tour des Asturies            | Espagne     | 2.1    | Ion Izagirre   |
| 22/05/2012 | 16e étape du Tour d'Italie                | Italie      | WT     | Ion Izagirre   |
| 25/07/2012 | Classique d'Ordizia                       | Espagne     | 1.1    | Gorka Izagirre |
| 15/09/2012 | 7e étape du Tour de Grande-Bretagne       | Royaume-Uni | 2.1    | Pablo Urtasun  |

### Résultats sur les courses majeures
Les tableaux suivants représentent les résultats de l'équipe dans les principales courses du calendrier international (les cinq classiques majeures et les trois grands tours). Pour chaque épreuve est indiqué le meilleur coureur de l'équipe, son classement ainsi que les accessits glanés par Euskaltel-Euskadi sur les courses de trois semaines.

#### Classiques
| Classique            | Milan-San Remo      | Tour des Flandres | Paris-Roubaix      | Liège-Bastogne-Liège | Tour de Lombardie   |
| -------------------- | ------------------- | ----------------- | ------------------ | -------------------- | ------------------- |
| Coureur (classement) | Egoi Martínez (34e) | Rubén Pérez (62e) | Ion Izagirre (79e) | Samuel Sánchez (7e)  | Samuel Sánchez (2e) |

#### Grands tours
| Grand tour           | Tour d'Italie                     | Tour de France      | Tour d'Espagne  |
| -------------------- | --------------------------------- | ------------------- | --------------- |
| Coureur (classement) | Mikel Nieve (10e)                 | Egoi Martínez (17e) | Igor Antón (9e) |
| Accessits            | 1 victoire d'étape (Ion Izagirre) | -                   | -               |

### Classement UCI
L'équipe Euskaltel-Euskadi termine à la treizième place du World Tour avec 555 points. Ce total est obtenu par l'addition des points des cinq meilleurs coureurs de l'équipe au classement individuel que sont Samuel Sánchez, 9e avec 322 points, Mikel Nieve, 54e avec 98 points, Ion Izagirre, 86e avec 46 points, Igor Antón, 88e avec 44 points, et Gorka Verdugo, 100e avec 35 points,. Le championnat du monde du contre-la-montre par équipes terminé à la 16e place ne rapporte aucun point à l'équipe.
| Rang | Coureur        | Points |
| ---- | -------------- | ------ |
| 9    | Samuel Sánchez | 332    |
| 54   | Mikel Nieve    | 98     |
| 86   | Ion Izagirre   | 46     |
| 88   | Igor Antón     | 44     |
| 100  | Gorka Verdugo  | 35     |
| 128  | Egoi Martínez  | 20     |
| 148  | Rubén Pérez    | 12     |
| 168  | Gorka Izagirre | 8      |
| 238  | Romain Sicard  | 1      |